# ČSD S 489.0 sorozat
A ČD 230 sorozat, eredeti pályaszámán ČSD S 489.0 sorozat, egy cseh univerzális villamosmozdony-sorozat. Csehországban és Szlovákiában használják, jelenleg a brnói és a České Budějovice-i fűtőházak állományában találhatóak. 110 db-ot gyártottak belőle 1966–1967 között.

## Lásd még
- Cseh mozdonyok és motorvonatok listája